# Central Football Club
El Central FC és un equip de futbol de Trinitat i Tobago que juga a la lliga de Trinitat i Tobago de futbol, la lliga de futbol més important del país. Va ser fundat el juliol de 2012.

## Palmarès
- Lliga de Trinitat i Tobago de futbol:[5]
  - 2014–15, 2015–16, 2016–17

- First Citizens Bank Cup:[6]
  - 2013, 2014

- Lucozade Sport Goal Shield:[6]
  - 2014

- Pro Bowl:[6]
  - 2015

- Copa de la CFU de clubs de futbol:
  - 2015, 2016